# Tachina tienmushan
Tachina tienmushan là một loài ruồi trong họ Tachinidae.